# Bien-être au travail
Le bien-être est lié à différents facteurs : la santé au travail, la réussite sociale ou économique, le plaisir, la réalisation de soi, l'harmonie avec soi-même et avec les autres. Selon le dictionnaire Larousse, le bien-être correspond à « un état agréable résultant de la satisfaction des besoins du corps et du calme de l’esprit ». L’acception du bien-être peut ainsi renvoyer à divers domaines tels que le mode de vie, l'école, le travail, la santé, l’économie ou encore la société.
Plus particulièrement, le « bien-être au travail » (BET) renvoie à l'ensemble des facteurs, plus ou moins identifiables, susceptibles d'influer sur le ressenti des employés par rapport à leur lieu et conditions de travail. Cette notion se veut de portée plus large que les notions de santé physique et mentale.

## Bien-être subjectif et bonheur - un lien avec le travail
Dans une revue de la question de 2024, Jaswal et al considèrent que les termes de bien-être subjectif et de bonheur sont utilisés de manière relativement indifférencié dans la littérature scientifique. Néanmoins, le bonheur englobe les sentiments d'espoir, d'optimisme et de satisfaction, et représente un état subjectif des émotions humaines caractérisé par la joie, le contentement et un sentiment de bien-être, dérivé de la perception d'une vie qui a un sens et qui est gratifiante (Lyubomirsky et al., 2005). Il est étroitement lié au bien-être subjectif d'un individu, qui englobe son évaluation globale de la vie, tant sur le plan émotionnel que sur le plan cognitif. Dans le sens commun, les gens parlent de bien-être subjectif lorsque se conjuguent un niveau élevé d’affects positifs, un niveau faible d’affects négatifs et un niveau élevé de satisfaction générale par rapport à sa vie. Pour les auteurs, de nombreuses personnes dans le monde moderne contemporain éprouvent un sentiment de manque dans leur vie, et ce manque prend sa source dans leur environnement de travail. Parmi les problèmes rencontrés dans le travail qui provoquent ces sentiments négatifs faisant obstacle au bien-être/bonheur au travail, il y l’intensité et la déshumanisation des pratiques managériales, le stress au travail lié à l’intensification, la perte de sens.

## La problématique du bien-être au travail
La notion de bien-être au travail se rattache au courant de la psychologie positive. Considérant que la focalisation de la psychologie vers la souffrance et le pathologique ne pouvait pas être la seule entrée de cette discipline, ce courant s'est intéressé à des notions comme le bien-être, le bonheur, le flow. Certains auteurs se sont penchés sur les dimensions constitutives du bien-être au travail. Une partie d'entre eux se sont attachés à définir et à déterminer les dimensions qui composent le bien-être au travail, ont cherché à mieux préciser son articulation avec le bien-être au sens général et ont voulu voir comment l'utiliser dans la prévention des risques psychosociaux.
Parmi ces auteurs, Althaus, Grosjean et Brangier se sont inscrits dans le courant des approches systémiques, et considère que le bien-être gagne à être considéré comme un processus plutôt qu'un état. Celui-ci se construit tout au long de la vie, en interaction avec l'environnement dans lequel l’individu évolue. Dès lors, ces auteurs considèrent que  "le bien-être au travail ne saurait se réduire à une liste de critères plus ou moins satisfaits dans une situation donnée, mais doit être envisagé comme un processus complexe qui se construit, s’organise et se régule à partir de l’individu dans son système organisationnel" .
À côté de considérations issues de la psychologie positive, les travaux de recherche qui se sont penchés sur la question du bien-être au travail ont également des racines dans les recherches sur le management et l’organisation. Ces courants partagent la lecture selon laquelle des salariés bien dans leur peau seront plus efficaces et apporteront un avantage compétitif à l’entreprise.
Selon le dictionnaire des risques psychosociaux, le collectif PEROSH qui rassemble les instituts de pays d'Europe conduisant des recherches sur les risques professionnels et leur prévention, a organisé une réflexion visant à préciser les contours du bien-être au travail faisant consensus pour ces instituts. Les experts de ce réseau de recherche suggèrent que le bien-être doit être considéré comme un état subjectif caractéristique d’un fonctionnement social optimal. Pour eux, une personne en état de bien-être est reconnaissable par son intelligence sociale, ce qui va lui permettre de fonctionner de manière optimale dans un groupe humain. PEROSH note en outre que le bien-être n'est pas synonyme de parfaite santé : l'optimum garde un sens pour les personnes souffrant de handicap ou de maladies chroniques. Le maintien de la capacité à se réaliser dans le travail fait également partie des éléments retenus dans ce consensus. Le collectif Perosh organise régulièrement une conférence consacrée au bien-être au travail (en).
Abaidi et Drillon retiennent deux modèles antérieurs de bien-être au travail, le modèle de Robert (2007) ou celui de Dagenais-Desmarais (2010).
Le dictionnaire des risques psychosociaux ainsi que d’autres sources considèrent qu'il faut distinguer trois acceptions du bien-être : respectivement le bien-être hédonique, axés sur la recherche du plaisir, le bien-être eudémonique, associé au plaisir de faire des choses utiles et une troisième forme centrée sur l'authenticité, sur le fait d'exprimer notre nature profonde en accord avec le monde extérieur : « Sur un plan intrapersonnel, le travail qui conduit au bien-être est celui qui permet de mettre en action notre nature profonde, qui ne nous oblige pas à tricher à nos propres yeux, à trahir nos valeurs. Sur un plan interpersonnel, il s’agit de manifester notre respect d’autrui, notre éthique dans le rapport à l’autre, notre souci des normes sociales. Ainsi, " la souffrance empathique éprouvée par des travailleurs de la filière viande face à ce qu’ils vivent comme de la maltraitance animale est un exemple de situation de travail qui perturbe une propension à la compassion envers les animaux, qui correspond à une valeur profondément ancrée intra- ou interpersonnelle. »

### Le modèle de Robert
Abaidi et Drillon considèrent que Robert a développé une modélisation du bien-être au travail novatrice,. Selon elle, le bien-être au travail est un des éléments qui influencent le bien-être global, à côté d'autres facteurs tels que ses relations amicales, familiales, son réseau social, sa possibilité d’avoir des loisirs ou encore le travail.
Le modèle de Robert distingue « le bien-être de la personne au travail » et « le bien-être du travailleur ». À ce niveau, il effectue encore une différence entre les facteurs essentiels et les facteurs périphériques influant sur le bien-être.
Le bien-être de la personne au travail est affecté par des facteurs essentiels tels que le respect de son intégrité physique et morale comprenant la protection de sa santé, de sa sécurité ou l’absence de harcèlement. Des facteurs périphériques vont aussi jouer sur son bien-être tels que le confort de la vie au travail, la possibilité d’exercer dans un cadre agréable, de disposer de distributeur...
Le bien-être du travailleur se différencie car, selon le chercheur, trois facteurs influent sur son bien-être : la possibilité d’effectuer ses tâches sans en être empêché, de disposer des conditions nécessaires à la réalisation de sa mission et enfin qu’il n’existe pas de contradiction entre la pratique et le sens idéal qu’il confère à son travail. Il sera aussi influencé par des facteurs périphériques tels que la facilité qui peut lui être donnée dans l’exercice spécifique de ses tâches.
Le modèle développé par Robert prend en compte les émotions positives ou négatives que l’individu ressent lors de l’exercice de son travail qui peuvent influer sur son travail et la cohérence qu’elles ont avec son rôle. Selon cet auteur, le rôle est « l’idée que la personne au travail accepte un certain nombre de règles, qu’elle s’efforcera de respecter, même si elles peuvent la contraindre à éprouver des émotions négatives » et la cohérence est « le processus par lequel une émotion ressentie devient tolérable ou non ».
Selon Robert, les émotions ressenties par l’individu affectent le bien-être au travail différemment si l’individu considère qu’elles font partie de son rôle ou non. Ainsi, si l’individu ressent une émotion négative, mais qu’il pense qu’elle fait partie de son métier, alors son bien-être au travail ne sera pas affecté. En revanche, s’il ressent une telle émotion et qu’elle n’est pas en cohérence avec son rôle, cela affectera de manière négative son bien-être au travail.
Ainsi, les émotions ressenties par un travailleur dans l’exercice de son rôle pourront affecter de manière positive ou négative son bien-être, et, à l’inverse, il pourra avoir un impact sur les interactions et les liens qu’il entretient avec sa situation de travail.

### Le bien-être au travail comme axe de prévention des risques sociaux et facteur de productivité en entreprise
Sur la base d’une étude exploratoire visant à identifier les dimensions composant le bien-être au travail selon les salariés, deux chercheurs ont été amenés à considérer que le concept de bien-être au travail gagne à être envisagé de concert avec les risques psychosociaux. Pour eux, le bien-être au travail est global et renvoie à l’environnement de travail, aux caractéristiques du poste, aux sentiments de reconnaissance ou d’épanouissement éprouvés par les salariés. Les risques psychosociaux renvoient, quant à eux, aux aspects psychologiques de vie sociale au travail.
Selon ces chercheurs, le développement d’une politique de bien-être au travail peut permettre de prévenir et d’éviter le développement de ces risques particuliers.
Pour améliorer le bien-être au travail, les chercheurs suggèrent de se fonder sur les cinq piliers générateurs de bien-être au travail définis par l’ANACT : le sens que l’on donne au travail, la charge de travail, le support social, la possibilité de développement personnel et professionnel et la reconnaissance des pairs.
S’appuyer sur ces piliers pour développer une politique de bien-être au travail, amène à prévenir le développement des risques psychosociaux et le développement de situation de mal-être dans l’entreprise.
Enfin, à travers leur étude, les chercheurs démontrent qu’améliorer le bien-être au travail « présente une valeur ajoutée managériale ». En effet, améliorer le bien-être des salariés aurait un impact positif sur la compétitivité et la productivité de l’entreprise, ainsi qu,à plus long terme, sur l’engagement et la fidélisation des salariés.

## Le bien-être au travail en France

### L’évolution du bien-être au travail dans le droit positif
Le concept de santé a progressivement évolué jusqu’à la prise en compte de la santé mentale et du bien-être du salarié au travail. Dès 1946, l’OMS définit la santé comme « un état de complet bien-être physique, mental et social, et ne consiste pas seulement en une absence de maladie ou d’infirmité ». Selon René de Quenaudon, cette définition de la santé est à mettre en lien avec celle du bien-être au travail.
Néanmoins, il faut attendre le XXIe siècle pour que la notion de bien-être au travail apparaisse en matière de santé au travail.

#### LeXIXesiècle
En France, le droit du travail naît au cours de la révolution industrielle au XIXe siècle. Face à l’essor de la Grande industrie, il apparaît nécessaire de protéger la santé physique des femmes et des enfants considérés comme les travailleurs les plus vulnérables.
Parallèlement, l’État organise la réparation des atteintes corporelles subies par les travailleurs à l’occasion ou par le fait du travail. La loi du 9 avril 1898  créer ainsi le régime juridique relatif à la responsabilité de l’employeur, accompagnée d’une réparation forfaitaire.

#### LeXXesiècle
Selon Olivier Bachelard, le point de départ de l'évolution de la notion de santé au travail au XXe siècle est la création en 1973 de l'Agence nationale pour l'amélioration des conditions de travail (Anact). Elle apparait aujourd’hui comme un acteur essentiel de la promotion du bien-être au travail. Il s’agit d’un établissement public à caractère administratif qui a pour mission notamment de promouvoir la santé au travail et la qualité de vie au travail,. L’Anact agit sur le terrain du bien-être au travail, notamment en proposant des formations aux entreprises ou en soutenant leurs initiatives.
Dans les années 1980, l’amélioration des conditions de travail constitue un véritable enjeu en droit du travail, ce qui est notamment illustré par la création du Comité d’hygiène, de sécurité et des conditions de travail avec la loi Auroux du 23 décembre 1982,. Puis, dans les années 1990, apparaît la notion de qualité de vie au travail. Ces deux mouvements poursuivent une logique plus générale de prévention des risques d’atteinte à la santé des salariés. Cette logique est consacrée par la directive-cadre du 12 juin 1989 qui introduit des principes généraux de prévention des risques, transposée en droit français par la loi du 31 décembre 1991,.

#### LeXXIesiècle
C’est au XXIe siècle que la protection de la santé mentale devient une partie intégrante de la santé au travail : le bien-être au travail devient alors une véritable préoccupation.
Dans ce cadre, dans un premier temps, se pose la question, au cours des années 1980, de la qualité de vie au travail, puis, dans un second temps, dans les années 1990, celle de l'équilibre entre vie professionnelle et vie personnelle avec notamment l'adoption des lois Aubry sur la réduction du temps de travail,,.
C’est la loi du 17 janvier 2002 qui introduit la notion de santé mentale à l’article L. 4121-1 du Code du travail précisant ainsi que « L’employeur prend les mesures nécessaires pour assurer la sécurité et protéger la santé physique et mentale des travailleurs »,. À ce titre, l’employeur doit mettre en œuvre des actions de prévention sur le fondement de neuf principes généraux inscrits à l’article L. 4121-2 du Code du travail. De ce fait, l’employeur est garant de la santé et la sécurité de ses salariés. Or, selon Alexandre Reymann, cette obligation de sécurité de résultat implique également pour l’employeur de garantir et de promouvoir le bien-être au travail de ses salariés.
Parallèlement, la jurisprudence de la Cour de cassation consacre une obligation de sécurité de résultat à la charge de l’employeur à l’occasion de cinq arrêts « Amiante » du 28 février 2002,.
Finalement, dans les années 2010, apparaissent les notions de bonheur ou de bien-être au travail, même si dès 2004, Maurice Thévenet, professeur d'économie et de management, aborde le premier cette question du bien-être au travail,.
Dans les années 2010, le rapport intitulé « Bien-être et efficacité au travail – dix propositions pour améliorer la santé psychologique au travail » est rendu au Premier ministre. Selon les auteurs de ce rapport, l’approche n’est pas celle « du seul traitement de la souffrance », au contraire, l’amélioration de la santé psychologique au travail doit passer par la prise en compte du bien-être au travail et de la valorisation des salariés. De même, le bien-être au travail devient un véritable enjeu pour les entreprises puisqu’il est vecteur de performance et d’efficacité : « ce sont les salariés qui font la performance de l’entreprise ». À ce titre, le rapport développe dix propositions ayant vocation à améliorer la santé psychologique au travail à travers le management ainsi que les partenaires sociaux.
Le plan de santé au travail 2016-2020 (PST 3) met également en avant cette approche plus large de la santé au travail, qui ne se limite plus aux affections physiques,. Ainsi, « la santé n’est plus, dans ce contexte, abordée uniquement au prisme de la pathologie, mais selon une approche qui privilégie la promotion de la santé et le bien-être des travailleurs ».  
Le bien-être au travail se présente alors à la fois comme un enjeu en matière de performance des entreprises, mais également comme un élément de la prévention des risques en santé au travail.

### Le bien-être au travail et les négociations collectives
Selon l’article rédigé par le professeur Franck Héas, le Code du travail cite à plusieurs reprises la notion de « bien-être », mais cela reste un concept secondaire,,,,. En effet, aucune loi ne prévoit de dispositions contraignantes sur le bien-être au travail, contrairement au droit comparé.
Ainsi, une négociation collective portant sur le bien-être au travail peut être abordée dans le cadre de négociations non spécifiques, portant par exemple sur la qualité de vie au travail, les risques psychosociaux, la responsabilité sociétale des entreprises et le droit à la déconnexion.
Notons que le niveau de l’entreprise est le niveau privilégié des négociations collectives relative à la santé des travailleurs en vertu des articles L. 2253-1 et suivants du Code du travail,.

#### Laqualité de vie au travail: source de bien-être au travail
La notion de qualité de vie au travail (QVT) renvoie, selon l'INRS, aux conditions et aux caractéristiques du travail qui contribuent à la motivation, la performance et la satisfaction au travail.
Sa définition telle qu'elle précisé dans l' accord national interprofessionnel (ANI) de 2013 « vers une politique d’amélioration de la Qualité de Vie au Travail et de l’Égalité Professionnelle », renvoie directement au bien-être au travail.
Le régime juridique de la qualité de vie au travail issu de l’ANI du 19 juin 2013  consacrant la notion de qualité de vie au travail consacre le dialogue social et l’expression des salariés au travail comme points principaux de la qualité de vie au travail. Plus récemment, le cadre juridique de la qualité de vie au travail a imposé des négociations obligatoires aux entreprises d’au moins cinquante salariés,portant sur l’égalité professionnelle entre les femmes et les hommes et sur la qualité de vie au travail,. Par ce biais, les entreprises abordent le sujet du bien-être au travail.

#### La prévention des risques psychosociaux: promotion du bien-être au travail
Selon le ministère du Travail, la notion de risques psychosociaux (RPS) désigne « les risques pour la santé mentale, physique et sociale, engendrés par les conditions d’emploi et les facteurs organisationnels et relationnels susceptibles d’interagir avec le fonctionnement mental ». Il n'existe pas encore de définition juridique ni d'évaluation statistique, des risques psychosociaux en France.
On désigne alors, a minima, le stress au travail, l’épuisement professionnel ainsi que les violences internes et externes rencontrées par les travailleurs.
Selon le rapport de l'INRS, la notion de bien-être au travail est donc plus large que les notions de santé physique et mentale qu’englobe les risques psychosociaux. En effet, cette notion prend en compte le rapport subjectif de l’individu avec son environnement de travail.
La prévention des risques psychosociaux est incontournable pour les entreprises, elle se présente en amont du bien-être au travail et de la qualité de vie au travail. Elle s’inscrit dans l’obligation qui incombe aux employeurs d’assurer la sécurité et de protéger la santé physique et mentale des travailleurs.
Cette obligation incombant à l’employeur est complétée par des accords collectifs, tels que les accords nationaux interprofessionnels sur le stress en 2008 et sur le harcèlement et la violence au travail en 2010.

#### La responsabilité sociétale des entreprises: recherche du bien-être au travail
La responsabilité sociétale des entreprises ou RSE (en anglais, Corporate Social Responsibility ou CSR) désigne la prise en compte, par les entreprises, sur base volontaire, des enjeux sociaux et éthiques dans leurs activités. Les activités des entreprises sont ici entendues au sens large : activités économiques, interactions internes (salariés, dirigeants, actionnaires) et externes (fournisseurs, clients, autres).
Selon le professeur René de Quenaudon, peu de textes du Code du travail font allusion au bien-être au travail, néanmoins ce concept est utilisé dans le cadre de la responsabilité sociétale des entreprises. La recherche du bien-être au travail résultant de la démarche préventive et de l’organisation des conditions d’emploi, il s’avère primordial que l’objectif se trouve au sein d’autres accords collectifs ou textes d’entreprises tels que les textes en rapport avec la responsabilité sociétale des entreprises.
La responsabilité sociétale des entreprises en France est encadrée par la loi Grenelle II qui renforce fortement les devoirs des entreprises et les exigences de publication en matière de responsabilités sociétale et environnementale des entreprises.
Ainsi, le groupe Arcelor a conclu un accord mondial en 2005 sur la responsabilité sociétale qui définit parmi ses objectifs principaux « la sécurité, le bien-être au travail, l'environnement, la performance économique et le dialogue avec tous les partenaires ».

#### Le droit à la déconnexion
Un autre levier de négociation du bien-être au travail, par l’amélioration de la qualité de vie, est le droit à la déconnexion consacré par la loi Travail du 8 août 2016. Il s’agit d’un sous-thème de la négociation obligatoire d’entreprise relative à l’égalité professionnelle et la qualité de vie au travail.

### Au niveau français: étude de la DARES «Travail et bien-être psychologique»
Dans cette étude, la DARES adopte une approche typologique et montre que le vécu au travail diffère en fonction des « situations de travail » qui sont potentiellement nombreuses.
Elle s’est fondée sur deux typologies. La première méthode part du ressenti des travailleurs concernant leurs possibilités d’épanouissement dans le travail, appréhendées à travers la théorie des capacités de Sen-Nussbaum.
La seconde méthode, « plus objective », se sert de neuf indicateurs synthétiques des diverses dimensions des conditions de travail et des facteurs psychosociaux retracés par l’enquête CT-RPS 2016,.
Première typologie :
- Classe 1 : les « insécurisés » (15 %).
- Classe 2 : les « satisfaits » (41 %).
- Classe 3 : les « empêchés » (17%).
- Classe 4 : les « invisibles » (19 %).
- Classe 5 : les « mécontents » (8 %).

Seconde typologie : 
La DARES a choisi de se concentrer sur neuf indicateurs synthétiques, établis à partir de 34 variables issus de questions de l’enquête CT-RPS (Condition de travail – risques psychosociaux) qui sont la pénibilité physique, les contraintes d’organisation du temps de travail, l'intensité du travail, les conflits éthiques, la demande émotionnelle, l'insécurité de la situation de travail, l'autonomie, le soutien social et la reconnaissance.
À partir de ces indicateurs, la DARES a développé une typologie de six classes de travailleurs.
- Classe 1 : les « confortables » (33% des répondants).
- Classe 2 : les « stressés et empêchés » (15%).
- Classe 3 : les « isolés » (11%).
- Classe 4 : les « précaires laborieux » (15 %).
- Classe 5 : les « passifs » (11 %).
- Classe 6 : les « accablés » (14 %).

En conclusion, les résultats obtenus par les deux typologies peuvent être reliés : les « satisfaits » sont largement des « confortables », les « empêchés » se retrouvent à la fois dans les « stressés empêchés » et les « accablés », les « insécurisés » sont relativement nombreux dans la catégorie des « précaires laborieux », les « mécontents » sont en grande partie parmi les « accablés » ; cependant, seuls les « invisibles » se classent en partie dans chacune des catégories.
Finalement, la DARES conclut que le travail aurait un effet positif sur la santé mentale pour environ deux actifs sur cinq, le travail dégraderait la santé mentale de deux actifs sur cinq, tandis qu’il serait neutre pour un actif sur cinq.

### Au niveau international: le baromètre Edenred-Ipsos
La 11e édition du baromètre Edenred-Ipsos menée en 2016 auprès de 14 400 salariés dans quinze pays à travers le monde (Allemagne, Belgique, Brésil, Chili, Chine, Espagne, France, Inde, Italie, Japon, Mexique, Pologne, USA, Royaume-Uni, Turquie) s'est penchée sur la question du bien-être au travail.
Cette étude porte sur plusieurs problématiques : Qu'est-ce que le bien-être au travail ? Quelle perception en ont les salariés ? Varie-t-il d'un pays à un autre ? Comment le mesurer ? Et comment l'améliorer ? 
Ainsi, selon l’étude, 71% des salariés interrogés affichent des scores positifs sur le bien-être au travail. Deux pays se démarquent particulièrement aux extrémités. L’Inde détient le record de satisfaction, avec près de neuf salariés indiens sur dix positifs (88%). Et le Japon, loin derrière les autres pays avec seulement 44% des salariés japonais se déclarant bien dans leur travail. Les pays d’Amérique (Mexique 81%, États-Unis 77%, Chili 77% et Brésil 77%) sont en tête juste après l’Inde quand l’Europe (Allemagne 74%, UK 71%, Pologne 70%, Belgique 70%, Espagne 68%, France 67%, Turquie 65%, Italie 63%) et la Chine (71%) arrivent derrière les économies à forte croissance. Ces résultats, également en lien avec le marché de l’emploi ou l’environnement économique local, doivent également être lus sous le prisme des biais culturels inhérents à ce type d’enquêtes.

## Le bien-être au travail dans le monde

### Dans  l’Union Européenne
La notion de bien-être au travail n'est apparue que très tardivement dans l'histoire européenne.
Aujourd’hui, la santé et la sécurité au travail représentent un des thèmes  importants de la politique sociale de l’Union, mais c’est dès 1951 que la Communauté européenne du charbon et de l’acier (CECA) s’y est intéressée. Bien que la santé fut jugée importante dès la construction de l'Europe, le bien-être au travail, en soi, a été une préoccupation tardivement.
En 1974, fut créé le comité consultatif pour la sécurité, l'hygiène et la protection de la santé sur le lieu de travail et de nombreuses directives relatives à la protection des travailleurs.
En 1987, l’adoption de l’Acte unique européen marqua une étape majeure. Pour la première fois, la question de la santé et de la sécurité au travail fut introduite dans le traité CEE. La directive du 12 juin 1989 précise les modes d'action pour l'amélioration de la sécurité et de la santé des travailleurs,.
En mars 2000, lors du Conseil européen de Lisbonne, l’Union, s’étant fixée pour objectif de créer davantage d’emplois de meilleure qualité, a défini une stratégie communautaire sur la santé et la sécurité au travail pour la période 2002-2006, qui adopta explicitement une approche globale du bien-être au travail.
Cette nouvelle stratégie communautaire évoque de profonds changements impactant la société, l’emploi, et le monde du travail (féminisation du monde du travail, allongement de la durée de vie au travail, ralentissement de la natalité et concurrence asiatique sur les emplois peu qualifiés) et note l’émergence de nouveaux risques, notamment psychosociaux. Ces deux catégories de facteurs militent pour une amélioration de la qualité des emplois et du travail, dont un environnement de travail sain, sûr et motivant constitue une composante essentielle. Ainsi, promouvoir un véritable « bien-être au travail », qui soit autant physique que moral et social, et ne se mesure pas seulement par une absence d’accidents ou de maladies professionnelles est devenue une priorité pour l’Union.
L’organisation European Agency for Safety and Health at Work s'est particulièrement intéressé, en 2013, à l'étude du bien-être au travail dans un rapport européen.

### Quelques pays européens

#### La Belgique
Dans le contexte européen en mutation, la Belgique a transposé la directive-cadre de 1989 avec la loi du 4 août 1996 relative au bien-être des travailleurs lors de l’exécution de leur travail qui constitue le socle de la législation sur la sécurité et la santé au travail. Sur la base de la « loi bien-être » ont été pris un ensemble d’arrêtés d’exécution rassemblés pour la plupart dans le Code sur le bien-être au travail.
La législation Belge a adopté une approche large du bien-être au travail. En outre, elle l'a défini comme l'ensemble des facteurs relatifs aux conditions de travail dans lesquelles le travail est exécuté : la sécurité au travail, la protection de la santé du travailleur, les aspects psychosociaux du travail, l’ergonomie, l’hygiène du travail et l’embellissement des lieux de travail.
Sur cette base, chaque employeur se doit d’intégrer dans le management complet de l’entreprise une politique du bien-être basée sur les principes généraux visant à éviter les risques, les supprimer ou les réduire à la source, préférer les mesures de protection collectives aux mesures individuelles ou encore veiller à la formation et l'information des travailleurs.
Afin de détecter des risques pour les travailleurs, chaque employeur doit aussi disposer d'un service interne pour la prévention et la protection au travail et devra, dans certains aspects de cette mission, faire appel à un service externe pour la prévention et la protection au travail.
À l’occasion du vingtième anniversaire de la loi de 1996, la Belgique a mis en œuvre une nouvelle stratégie nationale concernant le bien-être au travail. Celle-ci met l’accent sur quatre objectifs stratégiques : la  promotion d'un travail sain et sûr, le renforcement de la participation au marché du travail, le renforcement de la prévention ainsi que le renforcement de la culture de prévention.
L’objectif est de veiller à ce que la législation en vigueur s’adapte aux nouveaux défis que pose le monde du travail en constante évolution et de développer une politique de l’emploi humain qui accorde une large priorité au renforcement de la qualité de la vie, de la santé et de la sécurité des travailleurs durant leur vie professionnelle quotidienne.

#### Le Royaume-Uni
La législation britannique sur la santé et la sécurité indique que l’employeur est tenu, « dans la mesure où cela est raisonnablement possible », de veiller à la santé, à la sécurité et au bien-être au travail de ses salariés. Mais, comme le rapporte les chercheurs du site internet worker-participation.eu, l'employeur doit également consulter les représentants des travailleurs afin que le personnel et lui-même coopèrent efficacement en vue de promouvoir et de développer des mesures visant à garantir la santé et la sécurité au travail.

#### Les pays scandinaves
« Arbejdsglaede » est une notion scandinave qui exprime la joie et la satisfaction de faire quelque chose. En français, on pourrait traduire ce mot littéralement par « joie au travail », et plus particulièrement, cela renvoie à la satisfaction au travail. Ce mot est couramment utilisé au Danemark, mais aussi en Suède et en Norvège et, comme le souligne Loïc Masselier, pour le site internet quokkapi.com (média collaboratif dédié au bien-être au travail), on l’utilise pour désigner le bonheur au travail, le plaisir pris à accomplir la tâche assignée, à travailler avec les autres collaborateurs, mais également vis-à-vis de notre rémunération et des avantages retirés, enfin, cela vise enfin le plaisir pris quant à la reconnaissance et au respect de notre travail.